# Mario Salvadori
Mario Giorgio Salvadori (Roma, 19 marzo 1907 – New York, 25 giugno 1997) è stato un ingegnere italiano naturalizzato statunitense.
Fu ingegnere e professore sia di ingegneria civile, sia di architettura alla Columbia University di New York.

## Biografia

### Primi anni e giovinezza
Riccardo, il padre di Salvadori, era anch'egli un ingegnere, e lavorava per una società telefonica. Quando questa si fuse con una corrispettiva società francese, divenne ingegnere capo della città di Genova. Più tardi fu a capo della compagnia spagnola dell'elettricità e del gas. La madre, Ermelinda Alatri, proveniva da una nota famiglia ebraica di Roma. 
Seguendo le attività del padre, Salvadori visse diversi anni della sua gioventù a Madrid e rientrò in Italia solo nel 1923.
Due anni dopo, all'età di diciotto anni, fondò la prima orchestra jazz studentesca italiana: uno dei suo sogni di gioventù era quello di divenire direttore d'orchestra, sebbene i suoi genitori non lo incoraggiassero in tal senso.. Benché da bambino fosse considerato di salute cagionevole, divenne un provetto alpinista e grande amico di Emilio Comici. Insieme aprirono diverse nuove vie per la scalata delle vette dolomitiche.
Si laureò in ingegneria civile (1930). Successivamente, sotto la guida di Mauro Picone, si laureò in matematica (1933) presso l'Università degli studi di Roma "la Sapienza". Dopo gli studi ebbe un doppio incarico come assistente volontario alla facoltà di ingegneria della Sapienza e come consulente dell'INAC. Si recò in Inghilterra dove ottenne il dottorato all'University College (Londra) con una ricerca sulla fotoelasticità. 
L'importanza maggiore di questo viaggio fu però la presa di contatto con la realtà europea. Da un lato ebbe l'opportunità di leggere "veri giornali" dove le notizie non erano filtrate e distorte dalla propaganda fascista, dall'altro incontrò molti ebrei in fuga dalla Germania nazista.
Quest'esperienza lo fece diventare un esplicito oppositore del fascismo. Tra il 1938 e il 1939, entrarono in vigore le leggi razziali. Salvadori ne era soggetto per via della madre e per essersi sposato con Giuseppina Tagliacozzo (anch'essa ebrea). Però avrebbe potuto eluderle grazie all'arianità del padre ed all'aiuto di Picone, che era già riuscito a far sospendere la sua epurazione dal CNR. Per coerenza ai suoi principi Salvadori decise di lasciare l'Italia e di trasferirsi a New York, seguendo anche i consigli e l'esempio del suo maestro e amico Enrico Fermi.

### Carriera professionale
Una volta giunto negli Stati Uniti, sino al 1940 lavorò presso la Lionel Train Company sviluppando studi su tempistica e movimento che impressionarono a tal punto il presidente della società che questi gli propose di divenirne amministratore delegato, offerta però declinata dallo stesso Salvadori. Durante la Seconda guerra mondiale, collaborò al Progetto Manhattan pur senza esserne consapevole, svolgendo cioè consulenze delle quali non conosceva lo scopo reale, coperto com'era dal massimo segreto.
Dopo la guerra intraprese l'insegnamento presso la Columbia University, divenendo professore ordinario nel 1959 presso la Scuola di Architettura, Pianificazione e Conservazione, insegnando ininterrottamente per 50 anni.
Giunto per limiti d'età al pensionamento, iniziò attività di volontariato a favore degli studenti svantaggiati delle scuole pubbliche della città di New York. Sviluppando un metodo pratico e diretto di insegnamento relativo all'ambiente edificato, fu in grado di raggiungere migliaia di studenti e insegnanti, offrendo loro la possibilità di apprezzare l'utilità pratica delle scienze e della matematica.
Nel 1987 fondò il Salvadori Educational Center on the Built Environment, in seguito rinominato semplicemente in Salvadori Center, un centro educativo no-profit operante presso il campus del City College of New York che si propone di utilizzare la "città come aula di studio" al fine di aiutare insegnanti e studenti a padroneggiare i campi di proprio interesse curricolare.
Dal 1954 al 1960 Salvadori operò come consulente e quindi come dirigente presso la Weidlinger Associates, un importante studio di ingegneria con base a New York. Ne divenne in seguito socio fino al 1991, quando passò al ruolo di presidente onorario.
Come ingegnere civile, Salvadori divenne famoso soprattutto nel campo della progettazione di involucri strutturali sottili in calcestruzzo armato perseguendo la creazione di valide architetture in tutti i suoi progetti, tra i quali il progetto strutturale del CBS Building a Manhattan, ideato da Eero Saarinen, e il ristorante con volta sottile ispirata ad una conchiglia marina dell'hotel La Concha, a San Juan, Puerto Rico. 
Fu inoltre un'autorità nel campo dell'analisi dei collassi strutturali e, come consulente tecnico ingegneristico, aiutò le indagini relative a stabilire le cause di numerosi crolli di manufatti ed edifici dovuti tanto a disastri naturali, come i terremoti, tanto a errori umani di progettazione o di esecuzione delle opere in questione.

### Collaborazione con Umberto Eco
Amico di Luciano Berio, fu molto stimato anche da Umberto Eco, che Salvadori avvicinò dopo aver letto il suo libro Opera aperta. Dopo la morte di Salvadori, Eco lo ha definito uno scienziato di grande sensibilità umanistica, tra i maggiori mai vissuti. Salvadori collaborò alla stesura di un testo sul pi greco e sulle leggi del pendolo doppio inserito nella celebre opera di Eco Il pendolo di Foucault ed Eco si adoperò perché alcuni dei libri divulgativi di Salvadori fossero tradotti e pubblicati anche in Italia.

### Morte
Salvadori morì per cause naturali all'età di novanta anni, mentre era ricoverato presso il Mount Sinai Hospital a Manhattan; lasciando la seconda moglie Carol e i figli Vieri Salvadori e Michel Kazin.
Era James Renwick Professor Emeritus of Civil Engineering and Applied Science e Professor of Architecture Emeritus alla Columbia University.

## Riconoscimenti ed onorificenze
- 1953: "Wason Medal" per la migliore ricerca, dall'American Concrete Institute[9]
- 1991: "Pupin Medal" della Columbia University, per l'eccellente servizio reso alla nazione nei campi dell'architettura e dell'ingegneria[8]
- 1993: "Hoover Medal", assegnata unitamente da cinque diverse società di ingegneria, American Society of Civil Engineers[1]
- 1993: "Topaz Medallion for Excellence in Architectural Education". American Institute of Architects and Association of Collegiate Schools of Architecture;[8] il primo ingegnere a ricevere tale riconoscimento.
- 1997: "Founders Award", National Academy of Engineering[8]
- Lauree honoris causa: Columbia (dottorato in Scienze, 1978), New School for Social Research (Belle Arti, 1991)

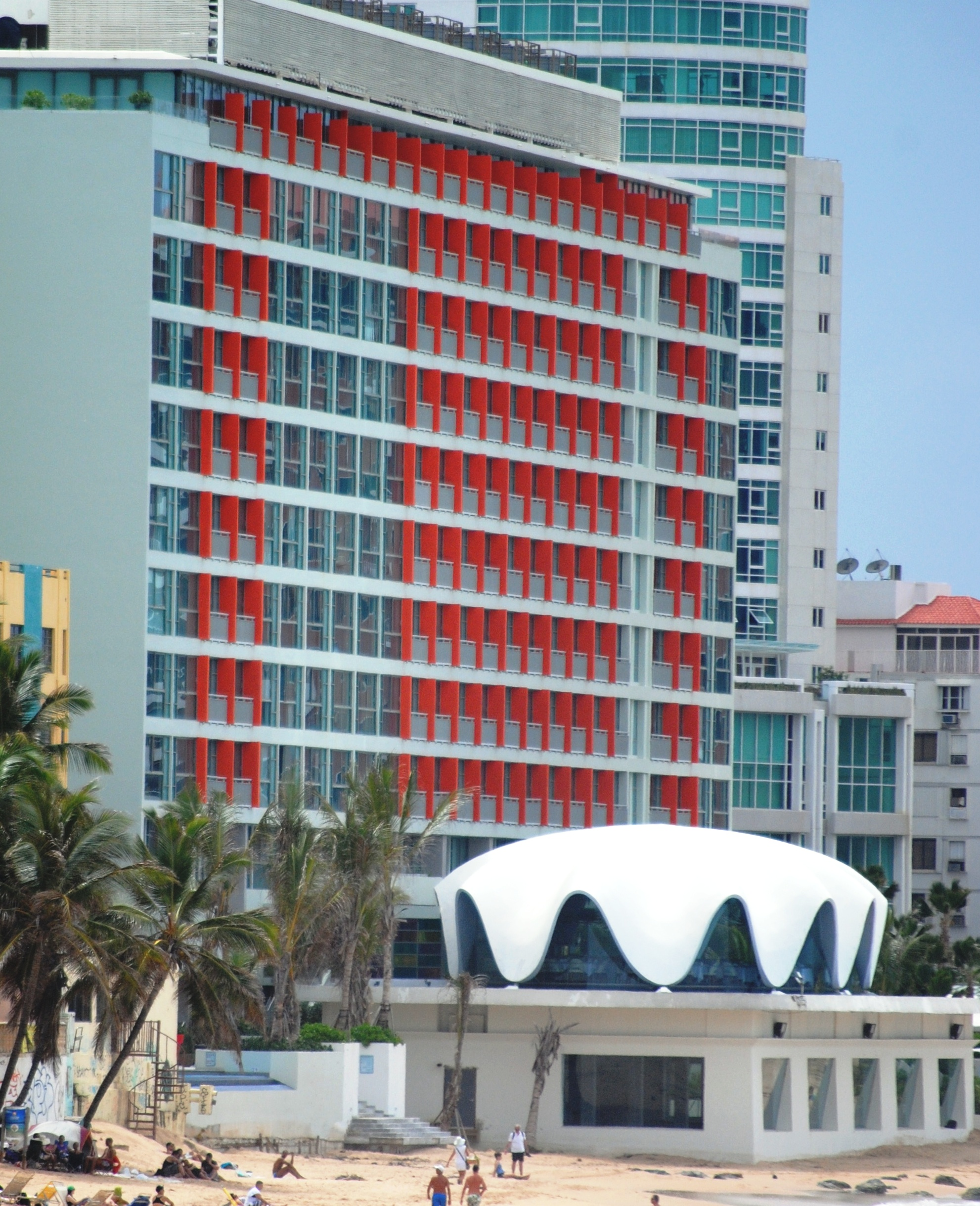
La Concha Resort a San Juan, Puerto Rico, con la struttura ispirata ad una conchiglia marina ideata da Mario Salvadori

## Opere
Salvadori è stato autore sia di importanti libri di testo in materia di strutture architettoniche, sia in materia di matematica applicata, nonché di testi divulgativi. 
Tra i quindici titoli a lui dovuti vi sono:
- Numerical Methods in Engineering (1953),
- Structural Design in Architecture (1967),
- Why Buildings Stand Up (1980),[10]
- Why Buildings Fall Down (1992),[11]
- Why The Earth Quakes (1995).

Libri tradotti in italiano e pubblicati in Italia:
- La risoluzione matematica dei problemi della tecnica, Sansoni Edizioni Scientifiche, 1953
- Dalla caverna al grattacielo. La lotta contro la forza di gravità, Armando Editore, 1983
- Le strutture in architettura (con Robert Heller), Etas, 1991, ISBN 8845305023
- Perché gli edifici cadono (con Matthys Levy), Bompiani, settembre 1997, ISBN 8845231070
- Perché la terra trema. Storia di terremoti e vulcani (con Matthys Levy), Bompiani, dicembre 1998, ISBN 8845236250
- Perché gli edifici stanno in piedi, Bompiani, dicembre 2000, ISBN 8845246981

Salvadori è inoltre noto per le sue traduzioni in inglese dei quaderni di Leonardo da Vinci e delle poesie di Emily Dickinson in italiano.